# Губернатор Липецкой области
Губернатор Липецкой о́бласти — высшее должностное лицо Липецкой области. Возглавляет высший исполнительный орган государственной власти области — правительство.
Должность губернатора Липецкой области учреждена в 1991 году, в 1998 году высшее должностное лицо стало именоваться «глава администрации Липецкой области», с 2022 года вновь именуется «губернатор».
Статус и полномочия губернатора определяются главой 5 устава области. При осуществлении своих полномочий руководствуется Конституцией Российской Федерации, федеральными законами, правовыми актами президента Российской Федерации и Правительства Российской Федерации, уставом Липецкой области и областными законами. Срок полномочий губернатора составляет 5 лет.
Губернатором Липецкой области является Игорь Георгиевич Артамонов.

## История
Должность губернатора Липецкой области учреждена в 1991 г.

### Назначение (1991—1993)
В 1991 году Президент Российской Федерации Борис Николаевич Ельцин назначил руководителей исполнительной власти в регионах.
Так, 23 октября 1991 года указом президента РСФСР, губернатором Липецкой области был назначен Купцов, Геннадий Васильевич|Г. В. Купцов. 23 декабря 1992 года он был освобожден от должности указом Президента Ельцина. Не согласившись с решением, подал иск в суд на президента, требуя восстановления в должности. Решением от 21 сентября 1994 года Московский городской суд отменил решение президента, однако в должности Купцов восстановлен не был, так как новый губернатор области уже был избран.

### Выборы (1993—2005)
Липецкая область стала одним из первых регионов Российской Федерации, где прошли всенародные выборы высшего должностного лица субъекта РФ. Первые всенародные выборы губернатора области состоялись 11 апреля 1993 года. Всего всенародные выборы руководителя исполнительной власти региона проходили 4 раза.
В 1999 году было установлено ограничение, согласно которому одно и то же лицо не может избираться более двух раз подряд.

### Утверждение (2005—2014)
В 2004 году по инициативе Президента России В. В. Путина порядок избрания высших должностных лиц регионов был изменен на назначение законодательными органами по представлению Президента России.
Конституционный Суд РФ в 2006 году подтвердил конституционность назначения глав субъектов Российской Федерации.
Несмотря на то, что срок полномочий главы администрации Липецкой области О. П. Королёва заканчивался лишь в апреле 2007 года, в середине мая 2005 года он досрочно сложил с себя полномочия, а 24 мая В. В. Путин внес в облсовет его кандидатуру. По итогам голосования О. П. Королёв получил 34 депутатских голоса из 36.
22 апреля 2010 года Президент Российской Федерации Д. А. Медведев внёс на рассмотрение Липецкого областного Совета депутатов кандидатуру Олега Петровича Королёва для наделения его полномочиями главы администрации Липецкой области. 26 апреля депутаты Липецкого областного совета депутатов проголосовали за наделение Олега Королева полномочиями высшего должностного лица Липецкой области (49 — «за», 2 — «против»).

## Вступление в должность
Гражданин Российской Федерации наделяется полномочиями высшего должностного лица области — губернатора области по представлению Президента Российской Федерации областным Советом в порядке, предусмотренном Федеральным законом «Об общих принципах организации законодательных (представительных) и исполнительных органов государственной власти субъектов Российской Федерации» и настоящим Уставом Липецкой области сроком на пять лет.
Полномочия губернатора начинаются со дня вступления в силу постановления областного Совета о наделении гражданина Российской Федерации полномочиями губернатора.
На церемонии вступления в должность губернатор приносит присягу:
«Я, (Ф.И.О.), вступая в должность Губернатора Липецкой области, клянусь: верно служить населению области, добросовестно выполнять возложенные на меня высокие обязанности Губернатора области, соблюдать Конституцию Российской Федерации, законы Российской Федерации, Устав Липецкой области Российской Федерации и законы области».

## Полномочия
- Губернатор руководит деятельностью администрации области и несет ответственность за надлежащее исполнение ею своих полномочий.
- Представляет в областной Совет проект областного бюджета, проект программы социально-экономического развития области; отчеты об исполнении областного бюджета и отчет о выполнении программы социально-экономического развития области; вправе вносить на рассмотрение областного Совета проекты нормативных правовых актов по другим вопросам.
- Ежегодно представляет в областной Совет сообщение о состоянии здоровья населения области.
- Формирует администрацию области в соответствии с законодательством области.
- Определяет структуру органов исполнительной власти области.
- Обнародует законы области, удостоверяя их обнародование путём подписания, либо отклоняет законы области, принятые областным Советом.
- Вправе участвовать в работе областного Совета с правом совещательного голоса.
- Обеспечивает координацию деятельности органов исполнительной власти области с областным Советом и в соответствии с законодательством Российской Федерации может организовывать взаимодействие органов исполнительной власти области с федеральными органами исполнительной власти и их территориальными органами, органами местного самоуправления и общественными объединениями.
- Представляет область в отношениях с федеральными органами государственной власти, органами государственной власти субъектов Российской Федерации, органами местного самоуправления и при осуществлении внешнеэкономических связей, при этом вправе подписывать договоры и соглашения от имени области.
- Вправе вносить на рассмотрение Президента Российской Федерации и Правительства Российской Федерации проекты актов, принятие которых находится в их компетенции.
- Вправе требовать созыва внеочередной сессии областного Совета, а также созывать вновь избранный областной Совет на первое заседание ранее срока, установленного Уставом Липецкой области.
- Принимает решение о назначении представителя в Совет Федерации Федерального Собрания Российской Федерации от администрации области и направляет его в областной Совет в порядке, установленном законом области.
- Издает постановления и распоряжения в пределах своих полномочий. Нормативные правовые акты главы администрации области издаются исключительно в форме постановлений, которые вступают в силу со дня их официального опубликования, если иное не оговорено в самих актах.
- Обеспечивает исполнение Конституции Российской Федерации, федеральных законов, Устава и законов области на территории области.
- Принимает меры по защите интересов области, соблюдению её конституционно-правового статуса.

## Губернатор (главы администрации) Липецкой области
| N | Губернатор                             | Губернатор                                                                 | Период руководства               | Партийная принадлежность                           | Основание наделения полномочиями                                                                                               |
| - | -------------------------------------- | -------------------------------------------------------------------------- | -------------------------------- | -------------------------------------------------- | --- |
| 1 | Геннадий Васильевич Купцов (род. 1940) |                                                                            | 23 октября 1991— 23 декабря 1992 | Демократический выбор России                       | Назначен на пост указом Президента РСФСР                                                                                       |
| — | Владимир Васильевич Зайцев (род. 1951) |                                                                            | 23 декабря 1992— 11 декабря 1993 | Беспартийный                                       | временно исполняющий обязанности главы администрации                                                                           |
| 2 | Михаил Тихонович Наролин (1933—2011)   |                                                                            | 12 мая 1993— 14 апреля 1998      | Наш дом — Россия                                   | Победа на выборах главы администрации Липецкой области 11 апреля 1993                                                          |
| 3 | Олег Петрович Королёв (род. 1952)      |                                                                            | 14 апреля 1998— 2 октября 2018   | Беспартийный (с октября 2005 года «Единая Россия») | Победа на выборах главы администрации Липецкой области 12 апреля 1998                                                          |
| 3 | Олег Петрович Королёв (род. 1952)      | Победа на выборах главы администрации Липецкой области 14 апреля 2002      | 14 апреля 1998— 2 октября 2018   | Беспартийный (с октября 2005 года «Единая Россия») | |
| 3 | Олег Петрович Королёв (род. 1952)      | Представлен президентом В. В. Путиным, утверждён областным Советом 2005    | 14 апреля 1998— 2 октября 2018   | Беспартийный (с октября 2005 года «Единая Россия») | |
| 3 | Олег Петрович Королёв (род. 1952)      | Представлен президентом Д. А. Медведевым, утверждён областным Советом 2010 | 14 апреля 1998— 2 октября 2018   | Беспартийный (с октября 2005 года «Единая Россия») | |
| 3 | Олег Петрович Королёв (род. 1952)      | Победа на выборах главы администрации Липецкой области 14 сентября 2014    | 14 апреля 1998— 2 октября 2018   | Беспартийный (с октября 2005 года «Единая Россия») | |
| 4 | Игорь Георгиевич Артамонов (род. 1967) |                                                                            | 2 октября 2018— настоящее время  | Единая Россия                                      | Назначен на пост временно исполняющего обязанности Главы администрации Липецкой области указом Президента Российской Федерации |
| 4 | Игорь Георгиевич Артамонов (род. 1967) | Победа на выборах главы администрации Липецкой области 8 сентября 2019     | 2 октября 2018— настоящее время  | Единая Россия                                      | |
| 4 | Игорь Георгиевич Артамонов (род. 1967) | Победа на выборах губернатора Липецкой области 8 сентября 2024             | 2 октября 2018— настоящее время  | Единая Россия                                      | |

## Интересно
О. П. Королёв поддержал появившуюся в конце 1990-х годов идею переименования должности «губернатор Липецкой области» на «главу администрации Липецкой области». В регионах, где были введены подобные посты, свою инициативу объясняли тем, что губерний в России нет. 26 мая 2022 года региональный парламент принял изменения в Устав Липецкой области, переименовав «главу администрации» обратно в «губернатора Липецкой области». 1 июня 2022 года И. Г. Артамонов официально стал губернатором Липецкой области.